# Patriota de Ferro
Patriota de Ferro é um fictício exoesqueleto motorizado utilizado por vários personagens da Marvel Comics. O apelido é uma amálgama da armadura do Homem de Ferro e o patriotismo do Capitão América.

## História
Durante os eventos do Reinado Sombrio, Osborn, que se tornou o novo diretor da S.H.I.E.L.D., invadiu a Torre dos Vingadores e confiscou as armaduras do Homem de Ferro. Com isso, ele criou uma nova identidade, o Patriota Ferro (um amálgama de Capitão América e Homem de Ferro), para consolidar sua posição como herói. 
A armadura possui força sobre-humana, maior durabilidade, mísseis guiados por calor, lasers miniaturizados, lança-chamas e um sistema de comunicação instalado em seu capacete que lhe permite acessar qualquer satélite norte-americano ou rede de computadores. 
Diferente da armadura original do Homem de Ferro, que utiliza tecnologia do raio repulsor, a feita por Osborn não. Stark destruiu tudo, menos um repulsor e afirmou que "Oz é muito estúpido" para fazer o seu próprio sistema em armas baseado na tecnologia dos repulsores. Devido a forma de estrela do feixe projetor em seu peito, sua armadura tem menos potência do que o modelo original do Homem de Ferro.

## Grupos
- Os Vingadores
- Vingadores Sombrios
- Vingadores Secretos[2]

## Portadores da armadura
O vilão Norman Osborn foi o primeiro a utilizar a armadura, e depois James Rhodes (Máquina de Combate), que chegou a ter uma revista própria.
Os principais personagens
- Norman Osborn / Duende Verde
- James Rhodes / Máquina de Combate
- Tony Stark / Homem de Ferro

## Em outras mídias

### Universo Cinematográfico Marvel
No Universo Cinematográfico Marvel, o Patriota de Ferro é uma armadura usada por James Rhodes no filme Iron Man 3 (2013), e no filme Avengers: Endgame (2019). Por conta dos direitos de Norman Osborn / Duende Verde e todos os vilões vinculados ao Homem-Aranha eram da Sony, e a Marvel Studios não havia conseguido os direitos para o uso do personagem, Rhodes foi escolhido para ser o personagem.